# اسطوره‌شناسی مصری
اساطیر مصر مجموعه‌ای از افسانه‌های مصر باستان است که اعمال خدایان مصری را به‌عنوان وسیله‌ای برای درک جهان پیرامونشان توصیف می‌کند. باورهایی که این اسطوره‌ها بیان می‌کنند بخش مهمی از دین مصر باستان است. اسطوره‌ها اغلب در نوشته‌ها و هنر مصر، در داستان‌های کوتاه و در متون مذهبی مانند سرودها، متون آیینی، متون تشییع‌جنازه و تزئینات معابد یافت می‌شوند. این منابع به‌ندرت حاوی گزارش کاملی از یک اسطوره هستند و اغلب اطلاعات کمی را در اختیار قرار می‌دهند.
این اساطیر به صورت تندیس‌های بزرگ سنگی از جنس سنگ خارا و مرمر سیاه، تندیسه‌های براق مفرغی و زرین همچنین ایزدان و ایزدبانوانی ساخته شده از گل رس که به ترتیب سلسله مراتبی که معمولاً به حالت نشسته یا ایستاده دیده می‌شوند.
پیکره‌های مذکر یا مؤنث معمولاً پوزه حیوان مانند یا منقار دارند.
همه ایزدان معمولاً در حالتی تصویر شده‌اند که در حال پرستش شدن هدایایی را نیز دریافت می‌کنند یا حرکاتی دال بر حمایت از عبادت‌کنندگان انجام می‌دهند.
این طرح‌ها بر روی نقش برجسته‌های روی تابوت‌های سنگی یا کنده شده بر ستون‌های سنگی مقابر، آجرهای سنگی دیواره‌های پرستشگاه‌ها وجود دارند.

## پیشینه
مصریان باستان به دلایل اقلیمی و طبیعی مردگان خود را برای دوری جستن از نابودی مومیایی می‌کردند. این اجساد در مراسمی آئینی و با استفاده از اساطیر مصری برای دنیای مردگان به آرامش می‌رسیدند.

## آفرینش جهان توسط خدایان

### هلیوپوس
کاهنان هلبوپولیس، بر این اعتقاد بودند که آتوم از آب‌های آشفته اقیانوس نون به‌وجود آمد.
اتوم بعد از آن‌که خود خواست به‌وجود آید، دیگر خدایان را به‌وجود آورد. اتوم شو را با پرتاب تف و دختر خود تفنوت را با استفراغ آفرید. دین سان شو و تفنوت را با هم پیوند داد.
در آغار اتوم یک چشم به نام اوجا داشت. این چشم نشان شهریاری او بود.

### نیث
در منطقهٔ دلتای نیل او را در جایگاه ایزدبانوی خالق می‌شناسند او همچون اتنای یونانی صیاد و جنگاور بود و او از اقیانوس متولد شد و هنر بافندگی را مصریان تعلیم داد برخی اسطوره‌ها می‌گویند او مادر مار شیطانی آغازین به نام اپپ بود مرکز اصلی پرستش نیث در شهر مصب‌گونهٔ سائیس بوده.

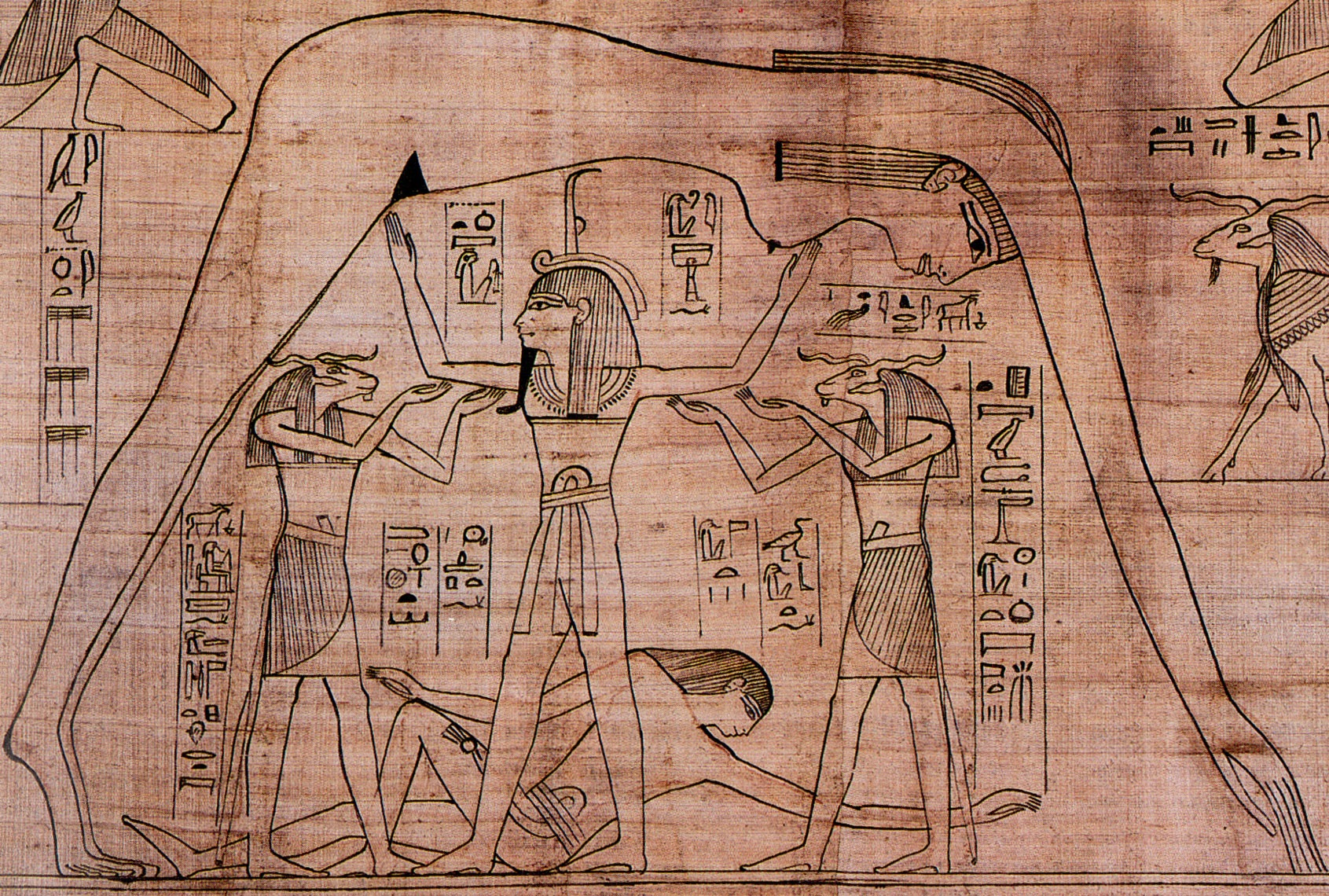
شو خدای سپهر در حال آفرینش جهان و دور کردن نوت از گب